# Barbacio
Barbacio (Barbatio) fue un general de la infantería o magister peditum durante el gobierno de Constancio II y murió en 359. Anteriormente había sido comandante de los protectores domestici bajo el mando de Constancio Galo, pero detuvo a Galo bajo la instrucción de Constancio, asegurando así su promoción a la muerte de Claudio Silvano. En 359, tanto él como su esposa Asiria fueron arrestados y decapitados por traición a Constancio.

## Caída de Galo
Barbacio, un soldado de origen desconocido, comenzó su ascenso cuando fue nombrado para comandar las los protectores domestici del césar Constancio Galo, un primo del emperador Constancio II. Constancio era un hombre de temperamento incierto, muy desconfiado de posibles rivales, que había sido responsable de la ejecución de muchos miembros de su propia familia después de la muerte de su padre Constantino I en el año 337. Barbacio traicionó su posición de confianza, comenzando una «campaña de murmullos» contra Galo, que le llevó a su caída en el 354. Según el relato del historiador Amiano Marcelino: 

Barbacio, después de rodear con hombres armados toda la parte del palacio que estaba fuera de los muros, entró al caer la noche, despojó al César de su vestimenta real y lo vistió con la túnica y el manto de un soldado común, asegurándole, sin embargo, con repetidos juramentos que tenía la autoridad del emperador para decirle que no sufriría más..

Contrariamente a estas garantías, Galo fue llevado a Pula, donde fue decapitado y su rostro mutilado después de la ejecución. Por su participación en el asunto, Barbacio fue premiado por Constancio con una serie de ascensos, que le hicieron comandante de la infantería de la Galia tras la muerte de Claudio Silvano en el año 355. Según Ammiano, Barbacio era un hombre de "rudos modales y ambición de salto, que incurrió en un odio general por su traición a César Galo".

## Barbacio y Juliano
Poco después de la muerte de Galo, Constancio convocó a Claudio Juliano, Juliano el Apóstata, el medio hermano del difunto, desde sus estudios en Atenas a la corte real en Milán. Allí se casó con Helena, esposa de Juliano, hermana del emperador, y fue ascendido al rango de César. Aunque Constancio se sintió obligado a elevar a Juliano, el único descendiente masculino de Constantino el Grande que aún vivía, estaba claro que su habitual desconfianza no había disminuido. Aunque Juliano no tenía ninguna experiencia militar, fue rápidamente enviado con una pequeña escolta para reorganizar el ejército en la Galia, bajo el ataque de las tribus alemanas invasoras. De nuevo según Amiano, a pesar del repentino ascenso de Juliano, Constancio lo veía como un posible rival y lo despreciaba por su «...vivacidad juvenil, sinceridad e ingenio que lo hacían demasiado popular para la tranquilidad del Emperador».  A los oficiales del ejército se les instruyó que ellos tenían el poder real, no Juliano.  Parece probable que Constancio lo envió a la peligrosa frontera de la Galia, esperando que muriera en la batalla.  Pero Juliano debía probar que era un soldado hábil con una habilidad natural.
En 357, el segundo año de Juliano como César, se hicieron planes para una ofensiva contra los alamanes, la más peligrosa de las tribus enemigas. Se pretendía que dos ejércitos, el primero comandado por Juliano y el segundo por Barbacio, avanzaran en una táctica romana clásica conocida como forceps o forfex, formando alas divergentes, abrazando y destruyendo al enemigo. Juliano marchó entonces de su campamento en Sens a Reims, mientras que Barbacio se movió hacia el norte con 25 000 soldados de Italia a Raetia.  Mientras estos movimientos estaban en marcha, otra tribu alemana, la Laeti, pasó entre ambos ejércitos y atacó Lyons. Juliano envió tres escuadrones de caballería de élite para interceptarlos, atacando y matando a un gran número al regresar de la incursión cargados de botín.  Los supervivientes huyeron sin ser cuestionados del campamento de Barbacio. El comandante se excusó ante el Emperador culpando a otros por su negligencia en el cumplimiento de sus deberes.

## Traición y muerte
En 359, con Barbacio fuera en otra campaña, su esposa, Asiria, a quien Amiano describe como una "indiscreta y tonta mujer", decidió escribirle, aparentemente temerosa de que estuviera a punto de deshacerse de ella.  Su carta, que no se ha conservado, insinuaba, en el relato de Amiano, las ambiciones imperiales del propio Barbacio, y su posible intención de casarse con la Emperatriz Eusebia en el caso de la muerte de Constancio. No fue compuesta por la propia Asiria, sino por una esclava, que había pertenecido a Silvano, y que posiblemente albergaba algún rencor hacia sus nuevos dueños. La sirvienta llevó inmediatamente una copia de esta carta a Arbitio, sugiriendo que todo era parte de un elaborado complot. Arbitio inmediatamente llamó la atención de Constante sobre el asunto. Barbacio fue arrestado y confesó que había recibido la carta. Tanto él como Asiria fueron posteriormente ejecutados.
No hay ninguna evidencia de que Barbacio haya planeado asesinar a Constancio II. Según algunos historiadores, parece más probable que, siguiendo su patrón habitual de comportamiento, simplemente deseaba congraciarse aún más con el Emperador, con la posible esperanza de convertirse en un co-Augusto. También es cuestionable si la carta incriminatoria contenía las palabras reales de Asiria.